# Sjælens lange mørke te-pause
Sjælens lange mørke te-pause (The Long Dark Tea-Time of the Soul) er en roman fra 1988 af Douglas Adams.
Bogen handler om manden Dirk Gently, som ejer et detektivbureau. Bureauet er inde i en svær periode, og han er nødt til at klare sig på alle mulige andre måder. Bogen er humoristisk og foregår delvist i London, England samt i Asgård, Norge.
Bogen er en fortsætter til Dirk Gentlys holistiske detetivbureau og efterfølges af The Salmon of Doubt (Tvivlens laks), som dog aldrig er blevet færdigskrevet grundet forfatterens død.
| Bog | Spire Denne artikel om bøger og tidsskrifter er en spire som bør udbygges. Du er velkommen til at hjælpe Wikipedia ved at udvide den. |